# Leslie Phillips
Pour les articles homonymes, voir Phillips.
Leslie Phillips est un acteur et producteur britannique de cinéma né le 20 avril 1924 à Tottenham (Royaume-Uni) et mort le 7 novembre 2022 à Londres (Royaume-Uni).
Il a notamment été nommé à l'Orange British Academy Film Awards.

## Filmographie partielle
- 1953 : The Limping Man de Cy Endfield : Cameron
- 1957 : Miss Ba (The Barretts of Wimpole street) de Sidney Franklin : Harry Bevan
- 1957 : Sous le plus petit chapiteau du monde (The Smallest Show on Earth) de Basil Dearden : Robin Carter
- 1957 : Les Girls de George Cukor : Sir Gerald Wren
- 1958 : Contre-espionnage à Gibraltar (I Was Monty's Double) de John Guillermin : Major Tennant
- 1959 : Trahison à Athènes (The Angry hills) de Robert Aldrich : Ray Taylor
- 1959 : This Other Eden de Muriel Box : Crispin Brown
- 1959 : Un thermomètre pour le colonel (Carry On Nurse) de Gerald Thomas : Jack Bell
- 1959 : Ferdinand Ier, roi de Naples (Ferdinando I°, re di Napoli) de Gianni Franciolini : Pat
- 1959 : Le Collège s'en va-t-en guerre (Carry On Teacher) de Gerald Thomas : Alistair Grigg
- 1960 : Les Loustics à l'hosto (Carry On Constable) de Gerald Thomas : PC Tom Potter
- 1961 : Le Prisonnier récalcitrant (Very Important Person) : Jimmy Cooper
- 1962 : Ma douce tigresse (Crooks Anonymous) de Ken Annakin : Dandy Forsdyke
- 1962 : Le Jour le plus long (The Longest Day) de Ken Annakin : RAF officier Mac
- 1962 : La Merveilleuse Anglaise (The Fast Lady) de Ken Annakin : Freddie Fox
- 1967 : Maroc, dossier numéro sept (Maroc 7) de Gerry O'Hara : Raymond Lowe
- 1970 : Pour qui les millions ? (Some Will, Some Won't) de Duncan Wood : Simon Russell
- 1970 : Docteur en détresse (Doctor in Trouble) de Ralph Thomas : Dr. Tony Burke
- 1976 : Spanish Fly de Bob Kellett : Mike Scott
- 1985 : Out of Africa de Sydney Pollack : Sir Joseph
- 1987 : Empire du soleil (Empire of the sun) de Steven Spielberg : Maxton
- 1989 : Scandal de Michael Caton-Jones : Lord Astor
- 1990 : Aux sources du Nil (Mountains of the Moon) de Bob Rafelson : Mr. Arundell
- 1991 : Ralph Super King (King Ralph) de David S. Ward : Gordon Halliwell
- 1997 : Le Chacal (The Jackal) de Michael Caton-Jones : Walburton
- 2000 : Saving Grace de Nigel Cole : Révérend Gerald Percy
- 2001 : Lara Croft : Tomb Raider de Simon West : Wilson
- 2001 : Harry Potter à l'école des sorciers de Chris Columbus : le Choixpeau magique (voix)
- 2002 : Harry Potter et la chambre des secrets de Chris Columbus : le Choixpeau magique (voix)
- 2002 : Inspecteur Barnaby (saison 6, épisode 3).
- 2004 : Millions de Danny Boyle : lui-même
- 2005 : Appelez-moi Kubrick (Colour Me Kubrick: A True...ish Story) de Brian W. Cook : Freddie
- 2006 : Venus de Roger Michell : Ian
- 2011 : Harry Potter et les Reliques de la Mort, partie 2 de David Yates : le Choixpeau magique (voix)
- 2011 : Trois fois 20 ans de Julie Gavras : Leo
- 2012 : After Death de Martin Gooch : Jeremiah Jones